# Diastema racemiferum
Diastema racemiferum är en tvåhjärtbladig växtart som beskrevs av George Bentham. Diastema racemiferum ingår i släktet Diastema och familjen Gesneriaceae. Inga underarter finns listade i Catalogue of Life.